# Richardia arenicola
Richardia arenicola är en måreväxtart som först beskrevs av Nathaniel Lord Britton och Percy Wilson, och fick sitt nu gällande namn av Walter Hepworth Lewis och R.L.Oliv.. Richardia arenicola ingår i släktet Richardia och familjen måreväxter. Inga underarter finns listade i Catalogue of Life.